# Miskolc Városi Közlekedési Zrt.
A Miskolc Városi Közlekedési Zrt. (röviden MVK Zrt.)  Miskolc önkormányzati tulajdonú közlekedési társasága, a Miskolc Holding tagvállalata. Az MVK Zrt. a Miskolc Megyei Jogú Város Önkormányzatával megkötött közszolgáltatási szerződés alapján végzi Miskolcon és Felsőzsolcán a helyi személyszállítást autóbuszokkal és villamosokkal.

## Története
A céget 1994. február 1-jén alapította Miskolc Megyei Jogú Város Önkormányzata a Miskolci Közlekedési Vállalat utódaként, a helyi személyszállítás ellátására. Az örökölt elöregedett FVV CSM „Bengáli” villamosok leváltására az MVK 2003-ban használt E1 villamosokat és c3 pótkocsikat vásárolt Bécsből, azonban a teljes villamos állomány megújítására csak a 2008-ban elindított Zöld Nyíl projektben lett lehetőség, mely során 23 darab új Škoda 26T villamos vásárlása mellett felújították a meglévő villamospályát, megállóit és a járműtelepet is, továbbá új pályát építettek Felső-Majláthig.
2004 decemberétől már nem csak Miskolc közigazgatási határain belül végez autóbuszos személyszállítást, hanem a buszok már a szomszédos Felsőzsolcára is kijárnak. 2006. július 6-ától a társaság tulajdonosi jogait a Miskolc Holding Zrt. gyakorolja.
2015-ben Miskolc a Nemzeti Fejlesztési Minisztérium támogatásával 75 darab sűrített földgáz üzemű buszra és azokhoz CNG töltőállomás kiépítésére pályázott. A pályázatot a német MAN nyerte, így 40 darab Lion’s Cityt és 35 darab Lion’s City GL-t szállíthatott le a Miskolc Városi Közlekedési Zrt. számára.

## Járműállomány

### Villamosok
| Kép | Gyártó                 | Típus                  | Darabszám | Darabszám | Évjárat   | Megjegyzés         |
| Kép | Gyártó                 | Típus                  | Eredeti   | Jelenlegi | Évjárat   | Megjegyzés         |
| --- | ---------------------- | ---------------------- | --------- | --------- | --------- | ------------------ |
|     | Škoda Transportation   | Škoda 26T              | 31 db     | 31 db     | 2013      |                    |
|     | ČKD Tatra              | ČKD Tatra KT8D5        | 18 db     | 3 db      | 1986–1990 | nosztalgiavillamos |
|     | SGP, Lohner            | SGP E1                 | 18 db     | 1 db      | 1969      | nosztalgiavillamos |
|     | Fővárosi Villamosvasút | FVV CSM–2              | 11 db     | 1 db      | 1962      | nosztalgiavillamos |
|     | Fővárosi Villamosvasút | FVV CSM–4              | 35 db     | 1 db      | 1973      | nosztalgiavillamos |
|     | M5-ös hóseprő villamos | M5-ös hóseprő villamos | 1 db      | 1 db      | 1910      |                    |

### Autóbuszok
| Kép | Gyártó                           | Típus               | Darabszám | Darabszám | Évjárat | Megjegyzés          |
| Kép | Gyártó                           | Típus               | Eredeti   | Jelenlegi | Évjárat | Megjegyzés          |
| --- | -------------------------------- | ------------------- | --------- | --------- | ------- | ------------------- |
|     | BYD                              | BYD K9UD            | 10 db     | 10 db     | 2022    | elektromos          |
|     | MAN Truck & Bus                  | MAN Lion’s City     | 40 db     | 40 db     | 2016    | gázos               |
|     | MAN Truck & Bus                  | MAN Lion’s City GL  | 35 db     | 35 db     | 2016    | gázos               |
|     | MAN Truck & Bus                  | Neoplan Centroliner | 35 db     | 33 db     | 2006    |                     |
|     | MAN Truck & Bus                  | MAN NL 223          | 6 db      | 4 db      | 2002    |                     |
|     | MANAŞ                            | MAN SL 223          | 20 db     | 9 db      | 2002    |                     |
|     | MANAŞ                            | MAN SG 263          | 42 db     | 12 db     | 2002    |                     |
|     | Ikarus Karosszéria- és Járműgyár | Ikarus 31           | ?         | 1 db      | 1959    | nosztalgia autóbusz |
|     | Ikarus Karosszéria- és Járműgyár | Ikarus 620          | ?         | 1 db      | 1969    | nosztalgia autóbusz |